# Jan Hofman (učitel)
Jan Hofman (16. března 1860 Holovousy – 26. března 1926 Opočno) byl český učitel a kronikář.
Od roku 1879 učil v Dobrušce, v Osečnici, v Náchodě, v Nahořanech, a následně opět v Dobrušce. Od 1. září 1901 se stal ředitelem škol v Opočně. Na této pozici působil až do roku 1922, kdy odešel do důchodu. Zemřel v Opočně 26. března 1926.
Jako kronikář se věnoval dějinám Dobrušky a sepsal její vývoj od první zmínky v Kosmově kronice až do roku 1920. V městské kronice popsal 249 stran.
Dne 25. února 1926 byl jmenován čestným občanem města Opočna.